# Borgholm (stad)
Dit artikel gaat over de stad Borgholm, de gemeente Borgholm heeft een eigen artikel.
Borgholm is een plaats met stadsrechten op Öland in de provincie Kalmar län, tevens de hoofdplaats van de gemeente Borgholm. Het telt ruim 3000 inwoners het gehele jaar door, maar in de zomerperiode bedraagt dit een veelvoud hiervan.

## Geschiedenis
In het nabijgelegen Köpingsvik lag in de Vikingtijd (8e eeuw) een marktplaats. In de 12e eeuw werd Borgholms slott gebouwd op een strategische, hoger gelegen plek met vrij uitzicht over de belangrijkste zeestraat Kalmarsund. Na een verwoestende oorlog in de 17e eeuw werd het slot herbouwd en tevens de basis gelegd voor het stadje Borgholm. In 1806 brandde het slot af en werd niet meer herbouwd.
In 1816 kreeg Borgholm stadsrechten, ook al had het niet genoeg inwoners om deze status te verwerven. Het is de enige plaats op Öland met stadsrechten. In 1906 werd de spoorlijn van Böda naar Borgholm geopend, in 1910 werd het spoornet zuidwaarts uitgebreid met een lijn naar Mörbylånga. Rond die tijd begon het toerisme ook op gang te komen, waarbij de bouw van het koninklijke slot Solliden in 1907 een belangrijke impuls was. Solliden is nog steeds het zomerverblijf van de koninklijke familie.
In 1962 werden de spoorlijnen afgebroken. In het station is momenteel het toeristenbureau gevestigd. Sinds de ingebruikname van de brug Ölandsbron in 1972 heeft het toerisme een grote vlucht genomen. 

## Karakteristiek
Het centrum van Borgholm kent een rechthoekig stratenpatroon, typisch voor de geplande steden uit de 17e eeuw. Aan het centrale plein Stortorget staat het gemeentehuis, dat werd gebouwd in 1948. Vanwege het toerisme heeft de hoofdwinkelstraat in de zomer een heel ander karakter dan de rest van het jaar. De haven is voornamelijk in gebruik als jachthaven, alleen aan de noordzijde heeft het nog een industrieel karakter.

## Geboren
- Slim Borgudd (1946-2023), Formule 1-coureur

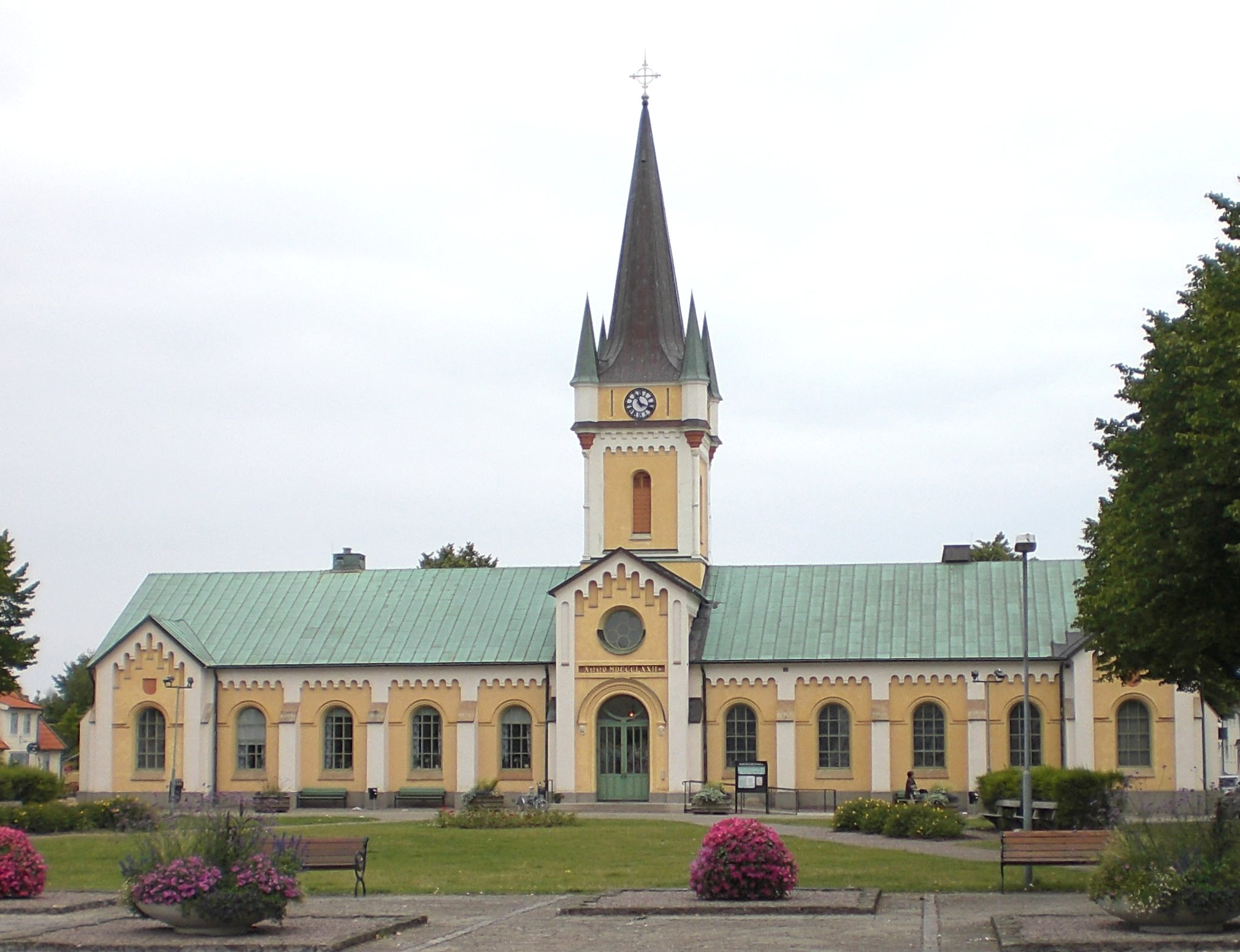
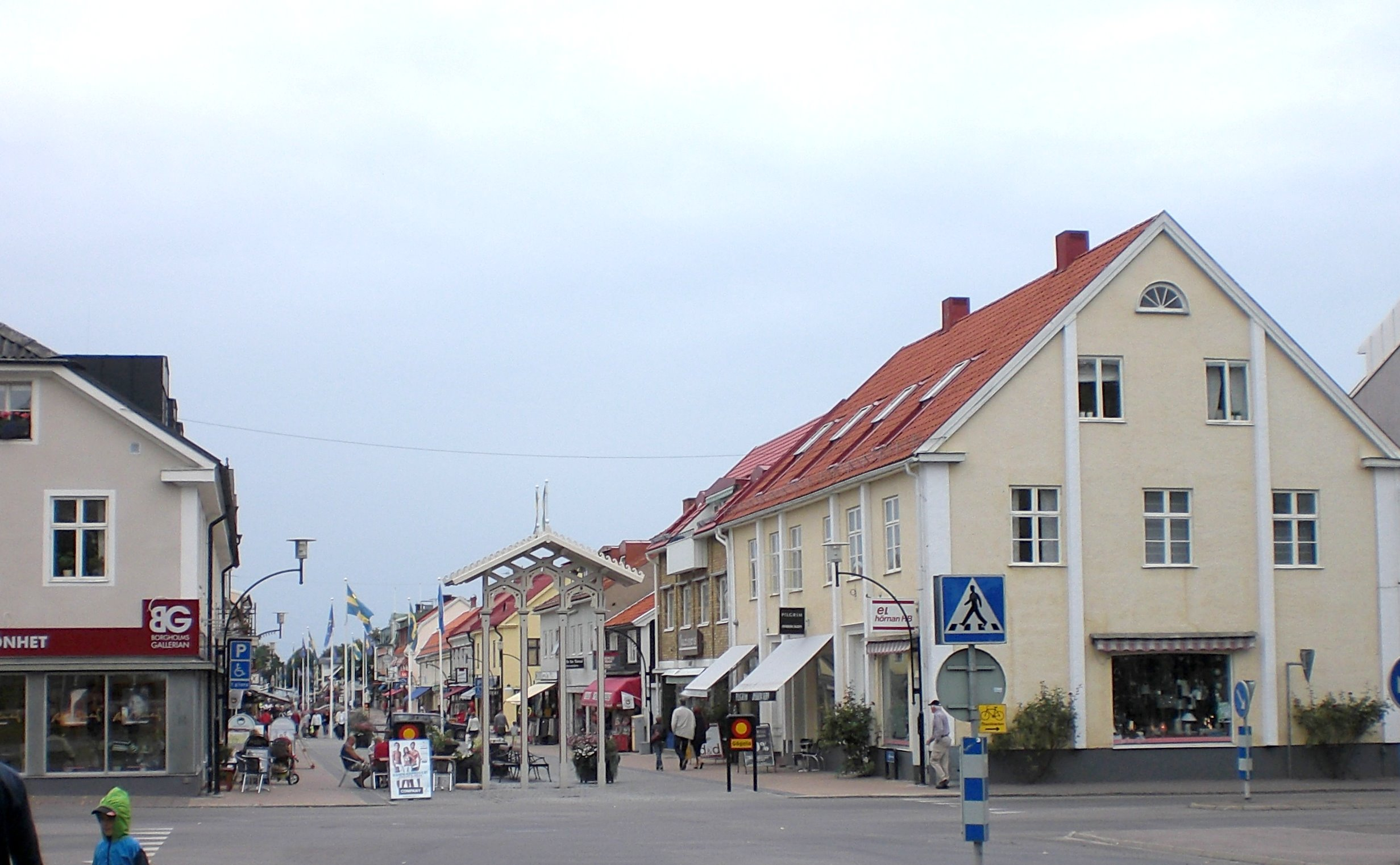
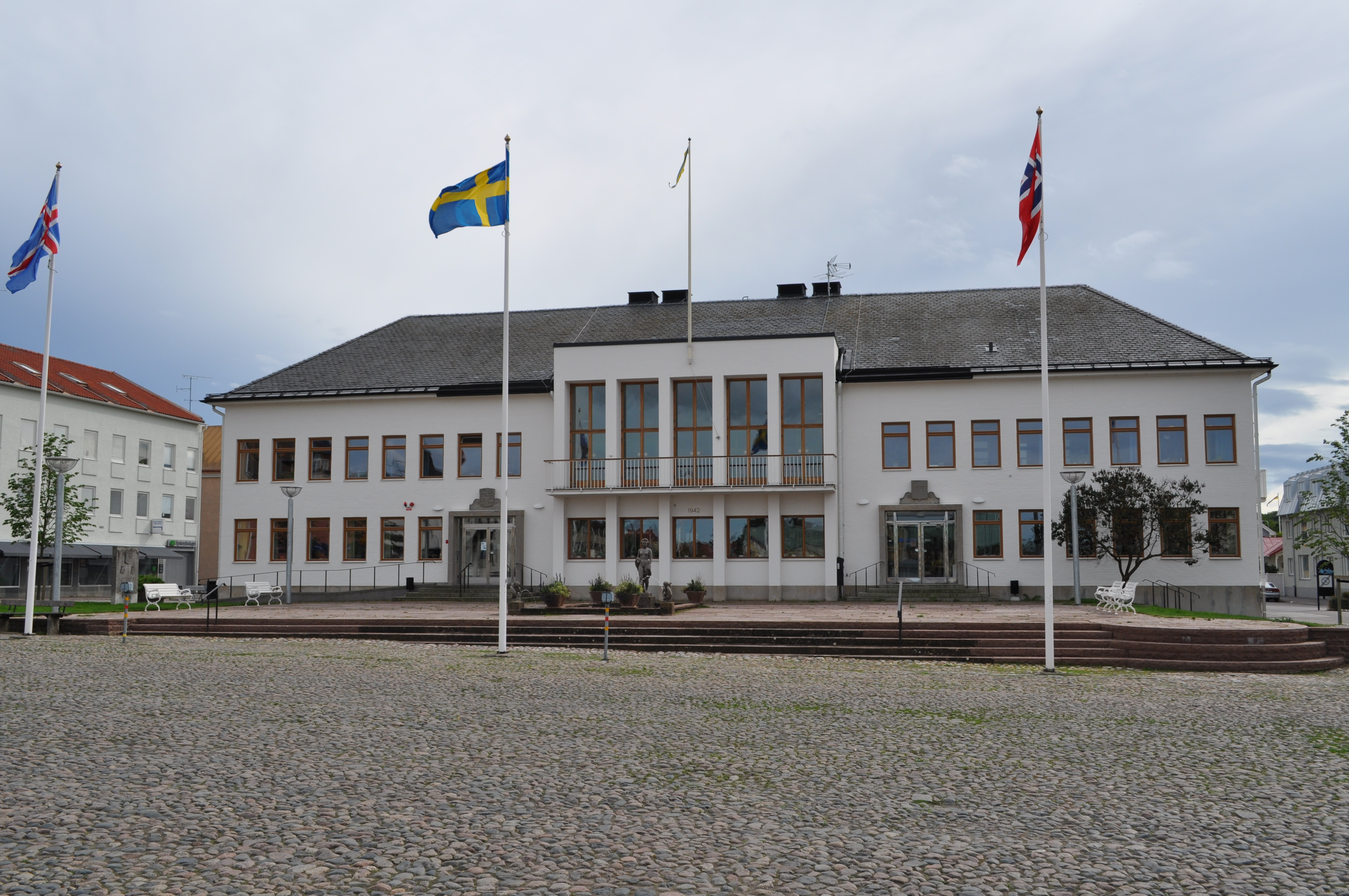
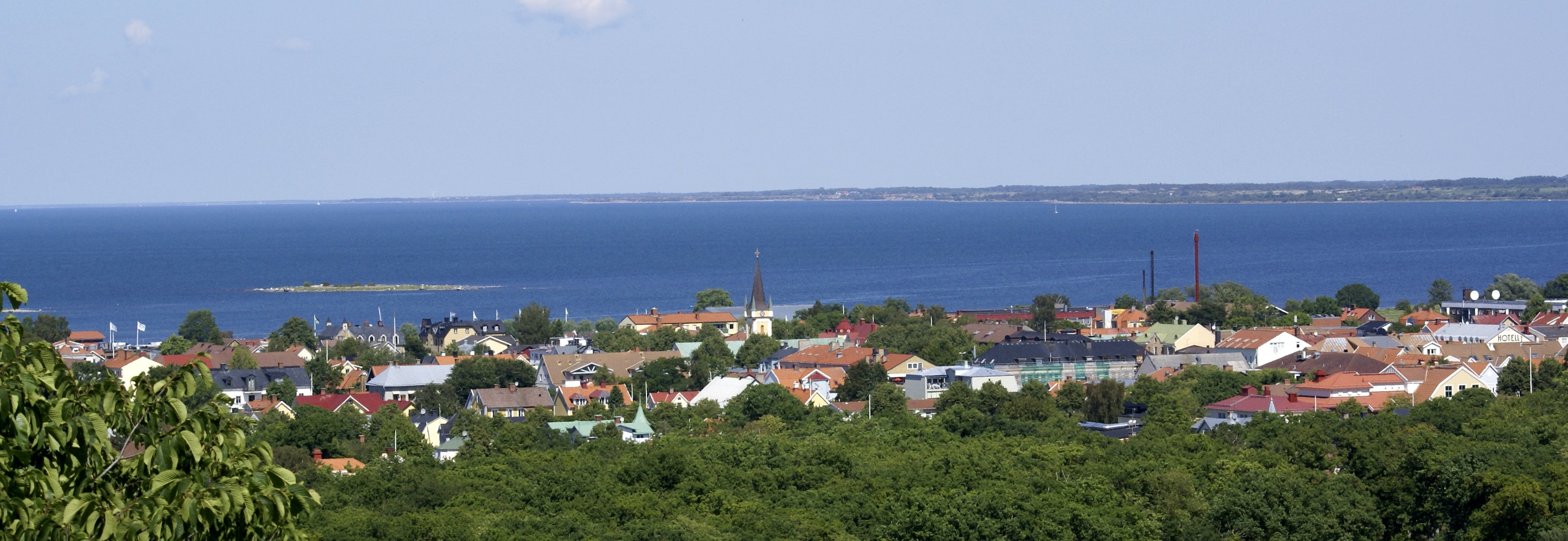
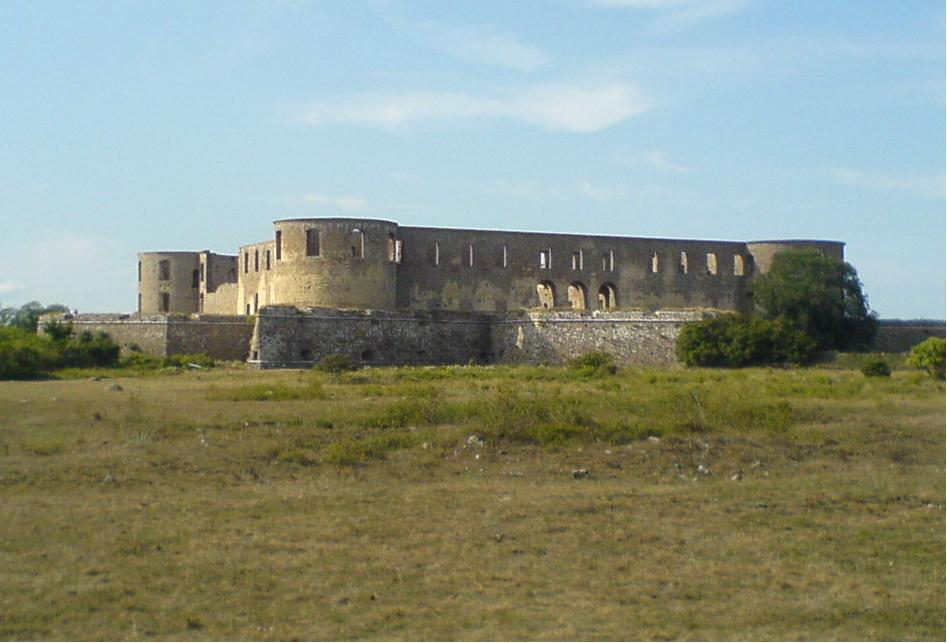

Åkerby-Lopperstad · Alböke · Äleklinta · Arbelunda · Askelunda · Åstad · Binnerbäck · Björkviken · Bläsinge · Borgehage · Borgholm · Bredsättra · Byrum · Byxelkrok · Bägby · Böda · Dalby · Djupvik · Djurstad · Dödevi · Egby · Enerum · Fagerum · Furuhäll-Blårör-Solbergamarken · Föra · Gillberga · Grankulla · Grankullavik · Greby · Greda · Gunnarslund · Gärdslösa · Hagby · Hagelstad · Hallnäs · Halltorp · Horn · Hässelby · Högenäs · Högsrum · Hörlösa · Ingelstad · Istad · Kalleguta · Kolstad · Kvarnstad · Källa · Källingemöre · Kårehamn · Köpingsvik · Lerkaka · Lilla Horn · Lindby · Lofta · Långlöt · Långöre · Löt · Löttorp · Marsjö · Mellböda och del av Böda · Melösa · Mörby · Nabbelund · Öjkroken · Ölands Bäck · Persnäs · Ramsättra · Runsten-Bjärby · Rälla · Rälla tall · Räpplinge · Sandby · Sandvik · Spjutterum · Stacketorp · Stenninge · Stora Rör · Störlinge · Sättra · Södvik · Sörby · Tjusby · Uggletorp · Vannborga · Vedborm · Vedby · Vedby